# G.M. Dannevig
Die G.M. Dannevig ist ein norwegisches Forschungsschiff des Havforskningsinstituttet.

## Geschichte
Das Schiff wurde unter der Baunummer 40 auf der Werft Kystvågen Slip og Båtbyggeri für das Fiskeriteknologisk Forskningsinstitutt gebaut. Der Stapellauf fand im Februar 1979 statt. Die Fertigstellung des Schiffes erfolgte im August 1979. Das Schiff kam als Kystfangst in Fahrt. 1985 kam das Schiff zum Havforskningsinstituttet und wurde nach dem Gründer der Flødevigen-Forschungsstation und Pionier der Aquakultur Gunder Mathiesen Dannevig (1841–1911) in G.M. Dannevig umbenannt.
1986–87 wurde das Schiff umgebaut und dabei um circa acht Meter verlängert.

## Einsatz
Das Schiff ist an der Forschungsstation des Havforskningsinstituttet in Flødevigen beheimatet. Es wird im Bereich der Fischerei- und Umweltforschung in erster Linie entlang der norwegischen Küste im Süden Norwegens zwischen Kristiansand und Halden, aber auch in anderen Bereichen des Skagerraks und im Kattegat sowie der Nordsee eingesetzt. Die Besatzung des Schiffes besteht aus drei Personen.

## Technische Daten und Ausstattung
Das Schiff wird von zwei Volvo-Penta-Dieselmotoren (Typ: D12-MH) mit jeweils 250 kW Leistung angetrieben. Die Motoren wirken über ein Getriebe auf einen Verstellpropeller. Für die Stromerzeugung stehen zwei Dieselgeneratoren zur Verfügung.
Mit dem Umbau des Schiffes in den 1980er-Jahren wurde die Laborkapazität erweitert. Seitdem stehen drei Laborräume zur Verfügung. Das offene Arbeitsdeck im Achterschiffsbereich ist 43 m² groß.
Die Reichweite des Schiffs beträgt rund 1150 Seemeilen. Es kann bis zu sechs Tage auf See bleiben.
An Bord stehen eine Einzelkabine und sieben Doppelkabinen für die Besatzung und Wissenschaftler zur Verfügung.